# 扬·埃伊尔·斯托尔霍尔特
扬·埃伊尔·斯托尔霍尔特（挪威語：Jan Egil Storholt，1949年2月13日—），挪威男子速度滑冰运动员。他曾代表挪威获得1976年冬季奥运会速度滑冰比赛男子1500米金牌。他也参加了1980年冬季奥运会。